# Грис
Грисът е хранителен продукт, получен чрез смилане на пшенични или царевични зърна.
Бива два вида:
- едрозърнест грис, получен след еднократно грубо смилане на зърното, и
- дребнозърнест грис, получен след пресяване след първото мелене, или след повторно мелене на едрозърнестия грис.

Дребнозърнестият грис е основна суровина за производство на тесто за макарони, кускус, спагети и други тестени изделия. Въпреки че е по-ситно смлян, той е по-зърнест продукт от брашното.
Грисът се използва за приготвяне на десерти (грис халва, щрудели, пудинги), закуски, гарнитури, предястия. Най-често трябва да се вари, за да набъбне, но в някои рецепти, например за плодови пити, се използва и суров, за да поеме влагата на суровия плод.
Тъй като е лесно смилаем от организма, грисът е подходящ за приготвяне на бебешки каши и влиза в състава на различни диети за отслабване.